# Cèl·lula de memòria (informàtica)

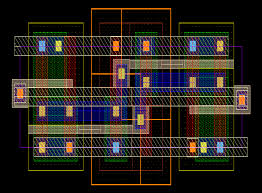
Disseny per a la implementació de silici d'una cèl·lula de memòria SRAM de sis transistors.

La cèl·lula de memòria és el bloc de construcció fonamental de la memòria de l'ordinador. La cèl·lula de memòria és un circuit electrònic que emmagatzema un bit d'informació binària i s'ha de configurar per emmagatzemar un 1 lògic (nivell d'alt voltatge) i reiniciar per emmagatzemar un 0 lògic (nivell de baixa tensió). El seu valor es manté/emmagatzema fins que es canvia pel procés de configuració/restabliment. Es pot accedir al valor de la cel·la de memòria llegint-lo.
Al llarg de la història de la informàtica, s'han utilitzat diferents arquitectures de cèl·lules de memòria, inclosa la memòria central i la memòria de bombolles. Avui dia, l'arquitectura de cèl·lules de memòria més comuna és la memòria MOS, que consta de cèl·lules de memòria d'òxid metàl·lic i semiconductor (MOS). La memòria d'accés aleatori (RAM) moderna utilitza transistors d'efecte de camp (MOSFET) MOS com a flip-flops, juntament amb condensadors MOS per a certs tipus de RAM. La cèl·lula de memòria SRAM (RAM estàtica) és un tipus de circuit flip-flop, normalment implementat mitjançant MOSFET. Aquests requereixen una potència molt baixa per mantenir el valor emmagatzemat quan no s'hi accedeix. Un segon tipus, DRAM (RAM dinàmica), es basa en condensadors MOS. La càrrega i la descàrrega d'un condensador pot emmagatzemar un "1" o un "0" a la cel·la. Tanmateix, la càrrega d'aquest condensador es filtrarà lentament i s'ha de refrescar periòdicament. A causa d'aquest procés d'actualització, la DRAM utilitza més potència. Tanmateix, la DRAM pot aconseguir majors densitats d'emmagatzematge.
|  |  |

D'altra banda, la majoria de la memòria no volàtil (NVM) es basa en arquitectures de cèl·lules de memòria de porta flotant. Les tecnologies de memòria no volàtil, com ara EPROM, EEPROM i memòria flash, utilitzen cèl·lules de memòria de porta flotant, que es basen en transistors MOSFET de porta flotant.

## Descripció
La cèl·lula de memòria és el bloc de construcció fonamental de la memòria. Es pot implementar utilitzant diferents tecnologies, com ara dispositius bipolars, MOS i altres dispositius semiconductors. També es pot construir amb material magnètic com nuclis de ferrita o bombolles magnètiques. Independentment de la tecnologia d'implementació utilitzada, la finalitat de la cel·la de memòria binària és sempre la mateixa. Emmagatzema un bit d'informació binària a la qual es pot accedir llegint la cel·la i s'ha de configurar per emmagatzemar un 1 i restablir per emmagatzemar un 0.

### Cèl·lules de memòria MOS
La invenció del MOSFET (transistor d'efecte de camp de metall-òxid-semiconductor), també conegut com a transistor MOS, per Mohamed M. Atalla i Dawon Kahng als laboratoris Bell l'any 1959, va permetre l'ús pràctic de transistors d'òxid metàl·lic-semiconductor (MOS) com a elements d'emmagatzematge de cèl·lules de memòria, una funció que abans servia per nuclis magnètics. Les primeres cèl·lules de memòria modernes es van introduir el 1964, quan John Schmidt va dissenyar la primera memòria estàtica d'accés aleatori (SRAM) de 64 bits MOS (PMOS).
La SRAM sol tenir cel·les de sis transistors, mentre que la DRAM (memoria dinàmica d'accés aleatori) normalment té cèl·lules d'un sol transistor. El 1965, la calculadora electrònica Toscal BC-1411 de Toshiba va utilitzar una forma de DRAM bipolar capacitiva, que emmagatzemava dades de 180 bits en cèl·lules de memòria discretes, que consistien en transistors i condensadors bipolars de germani. La tecnologia MOS és la base de la DRAM moderna. El 1966, el doctor Robert H. Dennard del Centre de Recerca IBM Thomas J. Watson estava treballant en la memòria MOS. Mentre examinava les característiques de la tecnologia MOS, va trobar que era capaç de construir condensadors i que emmagatzemar una càrrega o cap càrrega al condensador MOS podria representar l'1 i el 0 d'un bit, mentre que el transistor MOS podia controlar l'escriptura de la càrrega al condensador. Això va portar al seu desenvolupament d'una cèl·lula de memòria DRAM d'un sol transistor. El 1967, Dennard va presentar una patent per a una cèl·lula de memòria DRAM d'un sol transistor, basada en la tecnologia MOS.

## Implementació
Els esquemes següents detallen les tres implementacions més utilitzades per a cel·les de memòria:
- La cèl·lula de memòria d'accés aleatori dinàmic (DRAM);
- La cèl·lula de memòria estàtica d'accés aleatori (SRAM);
- Chancletes com la J/K que es mostra a continuació, utilitzant només portes lògiques.